# Nagyszombat (kereszténység)

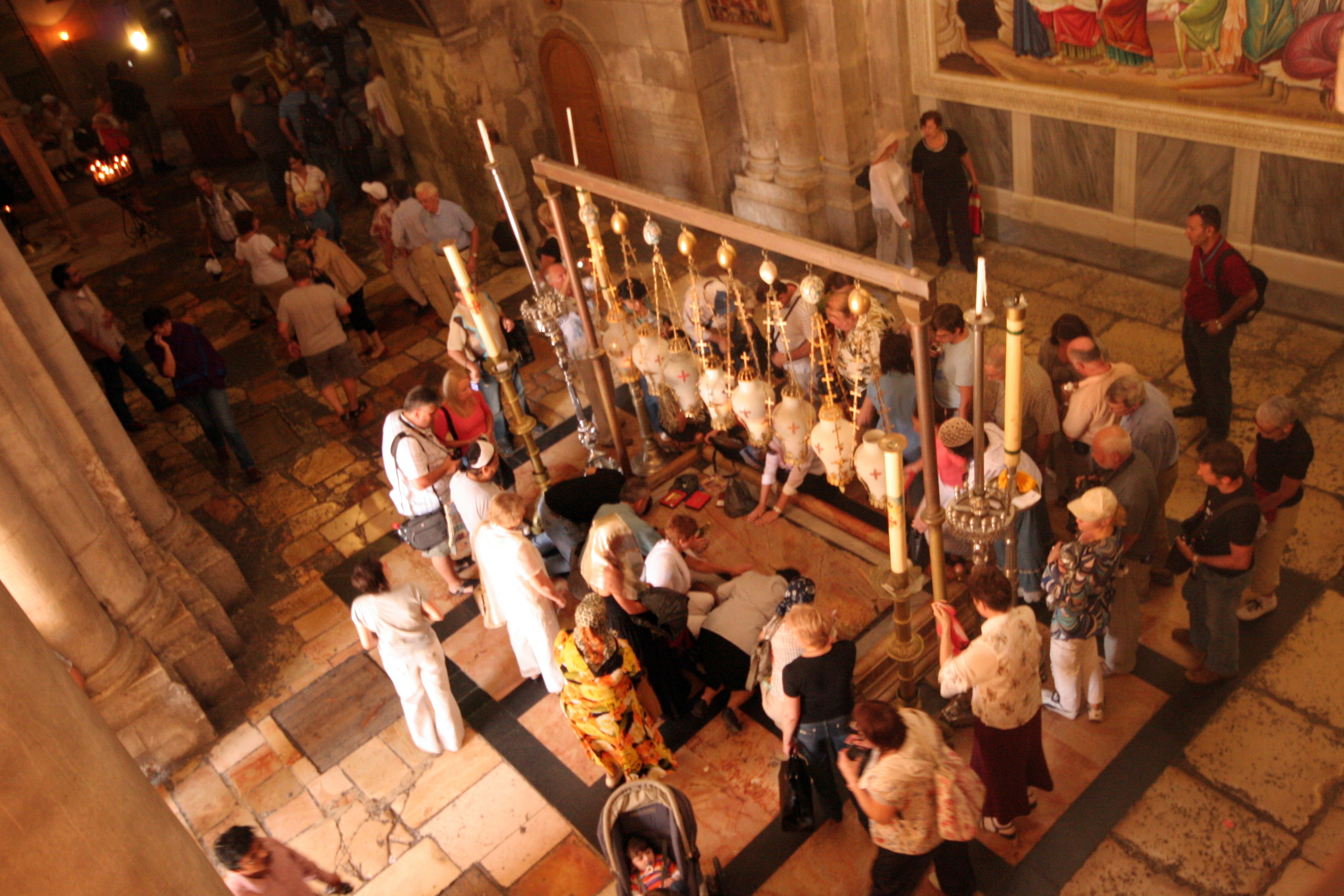
A jeruzsálemi Szent Sír fölé emelt kápolna belseje, a hagyomány szerint erre a márvánnyal borított kőpadkára fektették Jézus testét, amelyet azután olajokkal és illatszerekkel kentek be a temetés előtt

A nagyszombat a húsvétvasárnapot megelőző nap a keresztény naptárban. A húsvéti ünnepkör szent három napja (triduum sacrum) közül – a nagycsütörtök és a nagypéntek után – ez az utolsó. A farsangi időszak vége után a 46. nap. A hagyomány szerint ezen a napon Jézus Krisztus holtan feküdt sírjában, és nagyszombatról húsvétvasárnapra virradóan ünnepli a kereszténység Jézus feltámadását. A nap Magyarországon nem munkaszüneti nap olyan munkahelyeken, ahol szombaton is kell dolgozni. Dátuma legkorábban március 21-ére, legkésőbb április 24-ére eshet.
A nap elnevezése több nyelven erre a napközbeni gyászra, vagy az esti ünneplésre utal. Az anglikánok Húsvét este (Easter Eve) vagy Csendes Szombat (Low Saturday) névvel illetik, a Fülöp-szigetekiek Fekete Szombatnak vagy Dicsőség Szombatjának (Sabado de Gloria) hívják, Csehországban az elnevezése Fehér Szombat. Magyar elnevezése a nagyhétre utal.
Amikor elmúlt a szombat, Mária Magdolna, Mária, Jakab anyja és Szalóme drága keneteket vásároltak, és elmentek, hogy megkenjék Jézus holttestét. A hét első napján, kora reggel, amikor a nap felkelt, a sírhoz mentek. Ezt mondták egymásnak: „Ki fogja nekünk elhengeríteni a követ a sír bejárata elől?” De amikor odanéztek, látták, hogy a kő el van hengerítve, pedig igen nagy volt. Bementek a sírba, és egy fehér ruhába öltözött ifjút láttak, amint ott ült jobb felől. Megrémültek, de az megszólította őket: „Ne féljetek! Ti a keresztre feszített názáreti Jézust keresitek. Feltámadt, nincs itt! Nézzétek, itt van a hely, ahová temették. Siessetek, és mondjátok meg tanítványainak és Péternek: Előttetek megy Galileába. Ott meglátjátok majd őt, amint megmondta nektek."

## Katolikus liturgia
Nagyszombaton a katolikus egyház papsága a hívekkel együtt Krisztus sírjánál elmélkedik az Úr szenvedéséről és haláláról. Az oltár, amit nagycsütörtök napján minden felszerelésétől megfosztottak, üresen áll. Nem tartanak szentmisét sem.

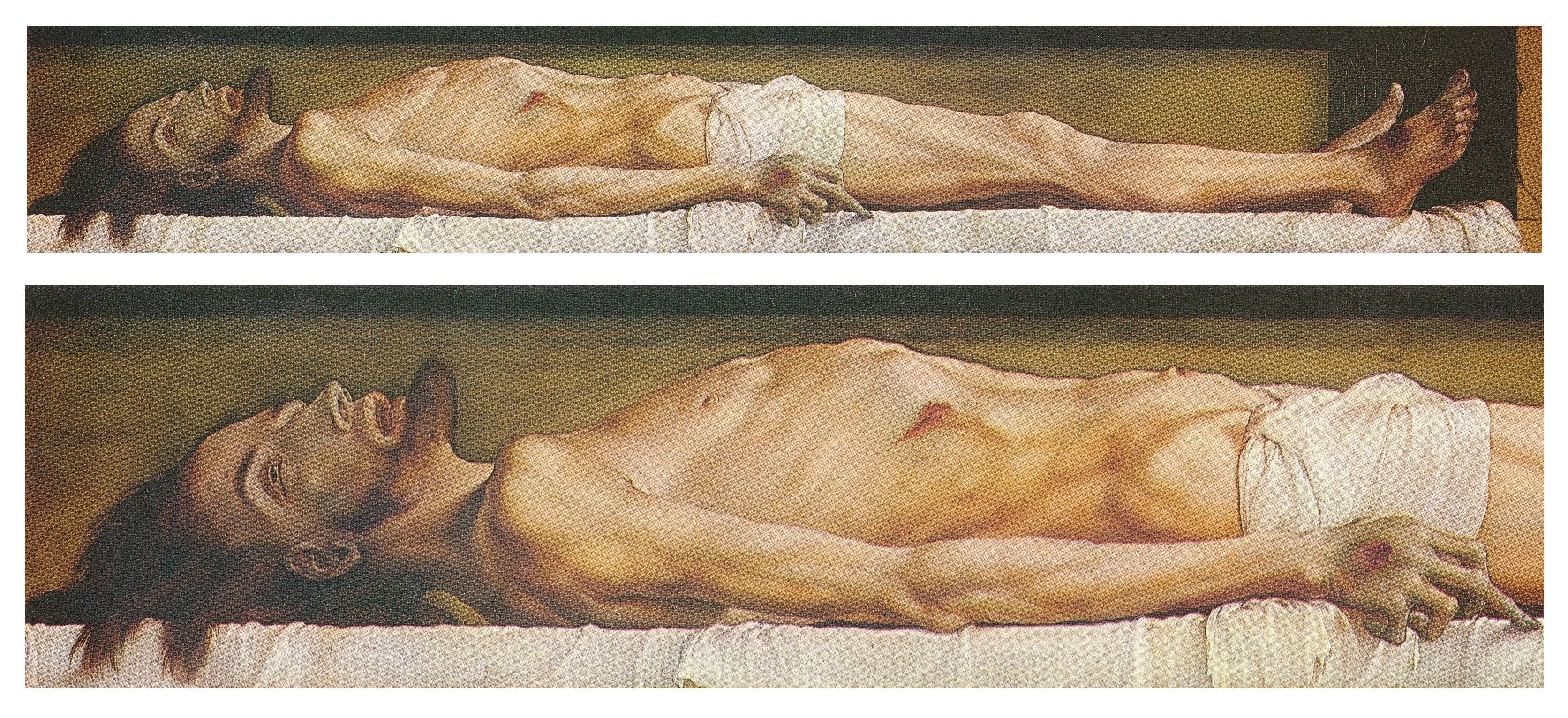
Ifjabb Hans Holbein: Jézus Krisztus teste a sírban

Nagyszombat a húsvéti örömünnep kezdete. A katolikus liturgia szerint este kezdődik az ünnep a tűzszenteléssel, a tűz Krisztus jelképe, akinek feltámadásával a remény, a fény születését ünneplik a keresztény egyházak, ezt követi a keresztvíz-szentelés. 

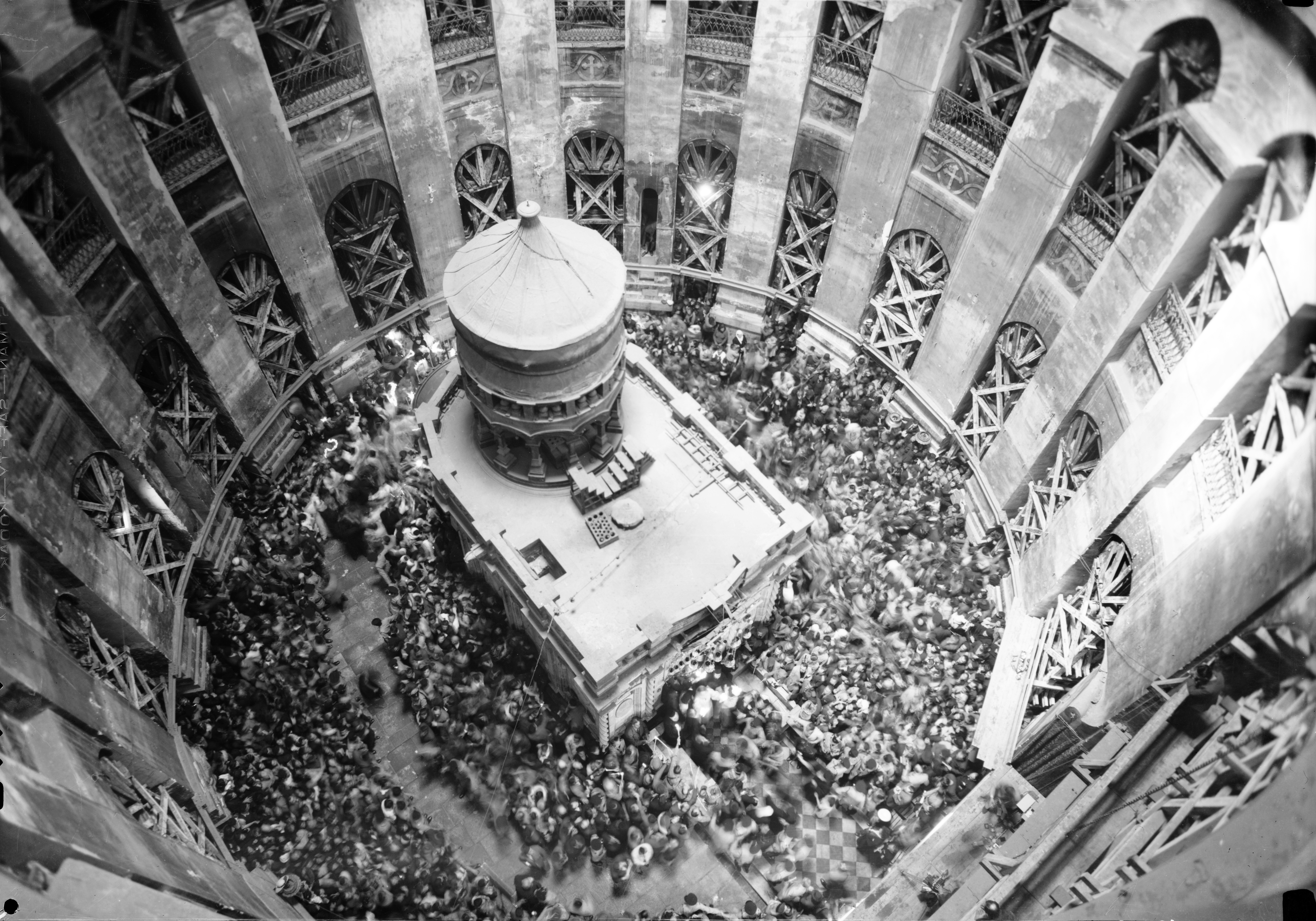
A jeruzsálemi Szent Sír templomban minden év nagyszombatján éjfélkor megismétlődik a tűzszentelés szertartása

Régente az új tűz, amellyel a keresztények a húsvéti ételeiket főzték, a nagyszombati, megszentelt tűz parazsától vagy szenétől lobbant lángra. A nagyszombati szertartás keretében jönnek vissza a harangok Rómából. 7 olvasmány van, majd a prédikáció után 12 egyetemes könyörgés. Ebben a világ embereiért és vezetőiért, valamint a papságért könyörögnek. Az áldoztatás után a pap - az asszisztencia vezetésével - elindul egy körmenetre. A visszaérkezés után áldást mond, és elbocsátja a híveket. A következő mise általában éjfélkor kezdődik, de egyes egyházközségekben hajnalkor. Ez már Jézus feltámadását jelzi, ez a vigilia-mise.

## Dátuma (2010–2030)
- 2010: április 3.
- 2011: április 23.
- 2012: április 7.
- 2013: március 30.
- 2014: április 19.
- 2015: április 4.
- 2016: március 26.
- 2017: április 15.
- 2018: március 31.
- 2019: április 20.
- 2020: április 11.
- 2021: április 3.
- 2022: április 16.
- 2023: április 8.
- 2024: március 30.
- 2025: április 19.
- 2026: április 4.
- 2027: március 27.
- 2028: április 15.
- 2029: március 31.
- 2030: április 20.